# Jössehäradspolska
Jössehäradspolska, Jösse härads polska eller Jössehärspolskan är en i Värmland, troligen redan under 1700-talet, utformad fri polskedans. Namnet härstammar från Jösse härad i västra Värmlands län.
Jössehäradspolskan karaktäriseras av ett antal ej fastställda turer med vissa häftiga rörelser, så kallade "kast", frivolter och dylik akrobatik, vilka omväxlar med själva omdansningen. I den ursprungliga formen förekom Jössehäradspolska ännu på 1930-talet i vissa delar av Värmland. Genom Värmlänningarna och folkdansföreningar har en fast form utvecklats, vilken numera är den vanliga. Denna fasta form komponerades av Anders Selinder, koreograf och teaterdirektör på Kungliga Operan i Stockholm.
Jössehäradspolskan var känd, även utanför Värmland, redan i början av 1800-talet, kanske på grund av sina akrobatiska inslag. Dansen omnämns i flera reseskildringar, bland annat omskrivs den med att det var ”flera fötter i taket än på golvet”.
Hugo Alfvén använde sig av flera folkmelodier när han komponerade "Midsommarvaka" 1903, däribland melodislingor från Jössehäradspolskan.